# Chālak Sar
Chālak Sar (persiska: چالک سر, Chāleksar) är en ort i Iran.   Den ligger i provinsen Gilan, i den nordvästra delen av landet, 270 km nordväst om huvudstaden Teheran. Chālak Sar ligger 52 meter över havet och antalet invånare är 680.
Terrängen runt Chālak Sar är varierad. Runt Chālak Sar är det ganska tätbefolkat, med 134 invånare per kvadratkilometer. Närmaste större samhälle är Fūman, 13,9 km sydost om Chālak Sar. Trakten runt Chālak Sar består till största delen av jordbruksmark.